# Прапор Біафри

Державний прапор Біафра. Співвідношення прапорів: 1:2

Прапор Біафри — символ Республіки Біафра під час Громадянської війни в Нігерії 1967—1970 років, складається з горизонтального червоно-чорно-зеленого триколора, обтяженого жовтим висхідним сонцем на чорній смузі. Одинадцять променів сонця символізують одинадцять колишніх провінцій Біафри. Промені, як правило, довгі та тонкі, причому найнижчі промені майже горизонтальні, а інші промені розподіляються між ними рівномірно.

## Походження
Вперше прапор був піднятий 30 травня 1967 року і з'явився на чільному місці під час оголошення незалежності очільником уряду Біафри полковником Одумегву-Оджуквою.

Герб Біафри.

Кольори прапора Біафри безпосередньо взяті з оригінального герба Східного регіону 1960—1967 років, який також містив золоте сонце з 11 променями, які символізували провінції колишнього регіону. Прапор виконано в тому ж стилі, що й колишній Північний і Західний регіони Нігерії, кожен із яких містить власний герб у центрі нігерійського прапора. Герб Східного регіону був заснований на кольорах Панафриканського прапора, розробленого Маркусом Гарві та Лігою африканських громад. Таким чином, прапор Біафри подібний до інших прапорів, які також використовували панафриканські кольори, включаючи країни Східної Африки, такі як Кенія та Малаві. Він був джерелом натхнення для створення прапора недовговічної Республіки Бенін, що складається з окупованого Біафрою Середнього Заходу.
Сьогодні прапор має таку символіку:
- червоний — кров біафранців, які загинули під час громадянської війни в Нігерії, голод під час війни, а також тих, хто загинув до цього під час погромів ігбо в Північному регіоні:
- чорний — жалоба за загиблими;
- зелений і золотий — символізують процвітання та світле майбутнє для Біафри;
- напівсонце з одинадцятьма променями стало ключовою частиною іконографії народу ігбо і часто використовується для представлення етнічної чи регіональної гордості.[4]

## Законність

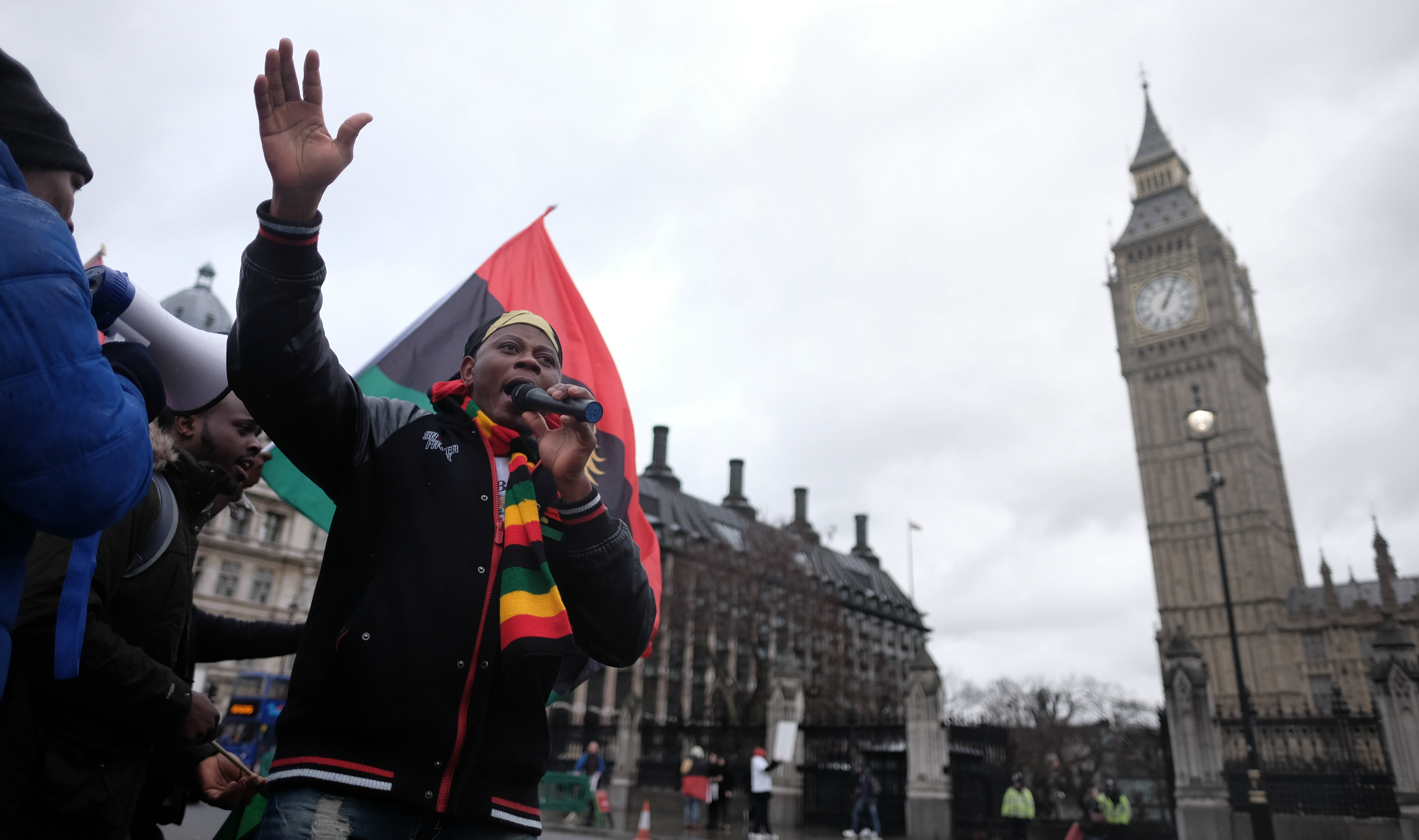
У жовтні 2015 року протести про-Біафри під Вестмінстером, Лондон.

Після повернення Нігерії до демократії в 1999 році та десятиліть військового правління, з'явилися вимоги щодо самовизначення ігбо та сепаратистських рухів Біафри. Уряд Нігерії вважає сепаратистів Біафри загрозою безпеці і регулярно намагається придушити протести та вимоги самовизначення, включаючи заборону прапора Біафри. Цю заборону важко виконати в повній мірі через регіональний характер біафрської ідентичності, а база підтримки зосереджена на південному сході Нігерії. У більшості міст ігбо, таких як Аба, Оніча, Нневі, Умуахія, Енугу, Асаба, Нсукка, Умуахія, Абакілікі, Оверрі та Авка, прапор Біафри можна побачити на будівлях, автобусах і флагштоках. Ці прапори зазвичай знімає поліція під час рейдів, особливо в дні пам'яті Біафра 30 травня. Прапори після цього часто замінюються, що говорить про те, що заборона не може повністю виконуватися. Це робить законність залежною від вибіркового застосування.
Чіма Дж. Корійє стверджує, що прапор часто є причиною насильства між урядом і прихильниками Біафри, заявляючи, що «не можна відкрито вивішувати прапор Біафри, наприклад, у Нігерії без страху помсти, яка може призвести до арешту і навіть смерті». Прикладом цього були насильницькі протести, які відбулися 8 березня 2014 року біля Будинку уряду штату Енугу після спроби підняти прапор Біафри, що призвело до 100 арештів поліцією штату. Подібна подія сталася в Енугу 5 листопада 2012 року, що також призвело до арешту 100 людей після мирного маршу містом після підняття прапора Біафра.

## Сучасне використання
Прапор Біафри часто зустрічається в Нігерії. Під час візиту до міст по всій Нігерії в 2010 році історик Айк Оконта висловив своє здивування кількістю прапорів Біафри, вивішених у громадських місцях, і впевненістю, з якою представники Руху за актуалізацію Суверенної Держави Біафра (MASSOB) та його члени продовжували свою діяльність, незважаючи на насильство та жорстокість поліції, які вони зазнали. Як символ підтримки відтворення держави Біафра, прапор також використовується в більшості протестів та демонстрацій пробіафранців.

### Протести
Протести пробіафранців відбуваються як усередині Нігерії, так і за її межами, в основному це є результатом помітної діаспори ігбо, яка знаходиться на міжнародному рівні. Такі заходи зазвичай передбачають використання біафранського прапора та подібної іконографії Біафри. Прапор зазвичай використовується групами нео-біафранців для сприяння відтворенню держави Біафра, заохочуючи людей досліджувати альтернативу загальній ідентичності ігбо. Інтенсивне використання прапора під час протестів також дає кращі можливості для отримання майбутньої політичної незалежності, оскільки це явний символ єдиної підтримки Біафри. MASSOB є прикладом нео-біафранського руху, який неодноразово використовує прапор під час своїх демонстрацій. З метою досягнення самовизначення етнічної групи ігбо, прапор Біафра був важливим активом для багатьох протестів MASSOB, посилаючись на спогади про спільний досвід, який багато біафранці мали під час і після війни.

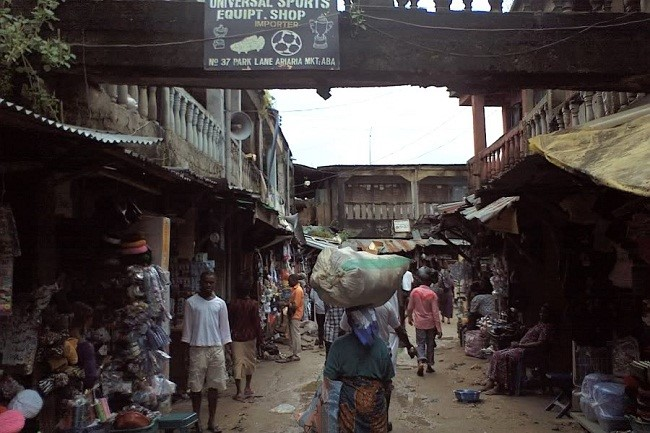
Ринок Аріаріа, 2012

22 травня 2000 року MASSOB підняв прапор Біафра на міжнародному ринку Аріарія в Абі. Підняття прапора послужило символічною відправною точкою у відновленні зусиль з відродження держави Біафра. Передбачувані етапи на шляху до незалежності включали: масову мобілізацію; створення первинних структур суверенної держави; і референдум під наглядом ООН у східній частині Нігерії, щоб визначити, чи бажають люди залишатися частиною Нігерії чи приєднатися до тих, хто хоче воскресити Біафру.
Прапор Біафри також був піднятий під час протесту в березні 2014 року сіоністською федерацією Біафра (BZF). Ця група є організацією, яка відкололася від MASSOB. BZF взяв під контроль будинок уряду штату Енгугу приблизно на 4 години, встановивши на вході прапор Біафри. Нігерійцям, які проживали на попередній території Біафрану, було поставлено ультиматум звільнити свою землю до 31 березня 2014 року, інакше вони зіткнуться з «кривавою банею», яка мала статися після цього. Незважаючи на плани груп до цього моменту повернути всі землі Біафри, цього не відбулося, і не відбулося «кривавої бані» для тих, хто відмовився звільнити свою територію.
30 травня 2016 року нігерійська армія вбила щонайменше 40 людей і понад 50 отримали поранення напередодні заходів, присвячених Біафру, в Онічі. Свідчення очевидців підтвердили, що нігерійські військові відкривали вогонь по представникам корінного народу Біафри (IPOB), його прихильників і перехожим у трьох місцях міста.

## Народна культура
Вплив прапора Біафра можна проаналізувати через масову культуру. Лецнар стверджує: «Зображення напівжовтого сонця було центральною емблемою прапора Біафра і продовжує залишатися потужним символом надії, здобутої населенням ігбо після відділення Біафри від Нігерії, а також провалу після здобуття незалежності Нігерійська нація». У книзі 2006 року «Половина жовтого сонця» прямо посилається на прапор Біафри щодо половини сонця на прапорі. У книзі повсюдно згадується прапор Біафри: «Оденігбо піднявся на трибуну, розмахуючи своїм прапором Біафри: смуги червоного, чорного та зеленого кольору, а в центрі — світло жовтого сонця». За книгою знято фільм «Половина жовтого сонця», який вийшов у 2013 році. Подальший вплив жовтого напівсонця можна побачити у фільмі Антуана Фунгуа «Сльози сонця» 2003 року. Зйомки фільму відбувалися в деяких частинах Західної Африки, оскільки подія відбувалася в нігерійських джунглях. У фільмі знято багато голлівудських акторів.
На логотипі Nigeria's Hero Beer зображено сонце, що сходить, що нагадує прапор Біафри, горизонтальний триколор червоного, чорного та зеленого кольорів із сонцем, що сходить посередині. Фразою «Приведи мені героя» зазвичай називають бари Енгугу, де не відмовляються від мрії підняти келих за «незалежність» від Нігерії.